# Alex Neustaedter
Alexander Francis Neustaedter (* 29. März 1998 in Kansas City, Kansas) ist ein US-amerikanischer Schauspieler. Bekanntheit erlangte er vor allem durch die Rolle des Bram Bowman aus der Serie Colony.

## Leben und Karriere
Alex Neustaedter wurde in Kansas City, im US-Bundesstaat Kansas, geboren. Er zog bereits im Alter von sechs Jahren nach Los Angeles in Kalifornien, wo er seine ersten kleineren Rollen übernahm. Seinen ersten Auftritt vor der Kamera erfolgte 2009 im Kurzfilm Railroad Ties. Noch im selben Jahr war er im Horrorfilm Albino Farm in der Rolle des Samuel zu sehen. Bevor er sich endgültig in Los Angeles niederließ, kehrte er für eine Zeit lang in den Mittleren Westen zurück, wo er, neben Leichtathletiktraining auch eine förmliche Schauspielausbildung absolvierte. Während dieser Zeit trat er zumeist in Werbespots und einigen kleineren Filmen auf.
Nach seinem Umzug nach Los Angeles im Alter von 12 Jahren, bei dem ihn seine Mutter und anschließend auch die gesamte Familie begleitete, trat er zunächst in Gastrollen in den Fernsehserien Marvel’s Agents of S.H.I.E.L.D. und The Dead Diaries auf. 2014 wirkte er, zusammen mit Dane DeHaan, im Musikvideo zur Single I Bet My Life der Band Imagine Dragons mit. 2015 wurde er für das Filmdrama Ithaca in der Hauptrolle des Homer Macauley besetzt, zu dem Meg Ryan die Regie führte. Von 2016 bis 2018 war er in der Serie Colony als Bram Bowman in einer der Hauptrollen zu sehen. 2017 stellte er im Abenteuerfilm Walking Out den jungen Cal dar, den Matt Bomer im Erwachsenenalter spielte. Ein Jahr darauf spielte er als Miles die Hauptrolle im Science-Fiction-Film A.X.L. 2019 folgte als Red eine zentrale Rolle im Filmdrama Low Tide. Im Jahr 2021 war er einer der Hauptdarsteller in der Serie American Rust.
Seine Freizeit verbringt Neustaedter mit Sport und Verreisen. Zudem interessiert er sich für die Arbeit von Philosophen wie C. G. Jung und Aristoteles.

## Filmografie (Auswahl)
- 2009: Railroad Ties (Kurzfilm)
- 2009: Albino Farm
- 2010: Der letzte Atemzug (Last Breath)
- 2012: Charlie (Kurzfilm)
- 2013: Frame of Mind (Kurzfilm)
- 2013: Marvel’s Agents of S.H.I.E.L.D. (Fernsehserie, Episode 1x08)
- 2014: The Dead Diaries (Miniserie, Episode 1x05)
- 2015: Ithaca
- 2015: Let Go (Kurzfilm)
- 2016: Shovel Buddies
- 2016–2018: Colony (Fernsehserie, 33 Episoden)
- 2017: Walking Out
- 2017: The Tribes of Palos Verdes
- 2018: American Woman
- 2018: A.X.L.
- 2019: Low Tide
- 2019: Josie & Jack
- 2020: Prism (Fernsehserie, Episode 1x01)
- 2021: Things Heard & Seen
- 2021: American Rust (Fernsehserie, 9 Folgen)
- 2024: Nur noch ein einziges Mal (It Ends with Us)